# Sabbioncello (penisola)
Sabbioncello (in croato Pelješac, in dialetto ciacavo Pelišac) è una lunga e stretta penisola della Dalmazia meridionale, nella regione raguseo-narentana, a sud della foce della Narenta. Chiamata Hyllis dai Greci, nel Medioevo era detta Punta o Ratanea (dall'antico nome romano Rhatanae Chersonesus); in un documento della Repubblica di Ragusa del 1334 appare il nome di Sabbioncello. 
Il 26 luglio 2022 è stato inaugurato il ponte di Sabbioncello che collega più facilmente la penisola e gran parte della Regione raguseo-narentana al resto della Croazia. La costruzione era stata affidata a un'azienda cinese.

## Geografia
La penisola di Sabbioncello, che ha una superficie di 342 km² e 8.200 abitanti circa, si protende nell'Adriatico per circa 70 km di lunghezza parallelamente alla costa ed è unita al resto della Dalmazia tramite un istmo presso Stagno. Il maggiore massiccio dell'isola è quello di Vipera (Zmijino brdo), a nord-ovest, la cui vetta più alta è il monte Sant'Elia (Sv. Ilija) con i suoi 961 m, chiamato comunque localmente monte Vipera o delle Vipere.
Il canale di Sabbioncello (Pelješki kanal) e quello di Meleda (Mljetski kanal) dividono la penisola dalle isole di Curzola e di Meleda, mentre è separata dal litorale croato da: canale della Narenta (Neretvanski o Neretljanski kanal), mar Piccolo (Malo More) e canale di Stagno Piccolo (Malog Stona kanal) che termina nella valle Cutta, Cuta o Cute (uvala Kuta). L'estremo promontorio meridionale della penisola, che termina con punta Nosizze o Vratnien (Vratnik), è diviso dalla costa dalmata dal canale di Stagno (Stonski kanal), mentre a punta Nosizze il passaggio Bocca Ingannatore o Ingannatora (Mali Vratnik) divide Sabbioncello dall'isola di Olipa. Sul lato occidentale di questo promontorio meridionale si apre valle Marciuletti o Marciculet (uvala Marčuleti).
A metà della penisola di Sabbioncello si apre (verso sud-ovest) l'ampia baia Giuliana o valle di Giuliana (zaton Žuljana); mentre opposta a nord-est, sì da determinare assieme all'altra un restringimento della penisola, c'è la baia di Bratcovizza (o mar Piccolo), racchiusa tra punta Rat (rt Rat), detta anche punta della Madonna, e punta Blazza (rt Blaca o Blace), con numerosi isolotti all'interno. Il lato occidentale, tra punta Ozit, Ossit o Ossizza (rt Osičać), a sud, e punta Gomena (rt Lovišće o Lovište), a nord, comprende varie insenature, tra cui Porto Chiave con il villaggio di Loviste (Lovišće). Porto Chiave è racchiuso tra le punte Chiusa o Chiave (Kljuć) e Piscala o Pisciata (rt Piščata).

### Isole adiacenti
Appartenenti al comune di Trappano (a nord della penisola):
- Dina o Dimna (Divna), sulla costa nord-ovest.
- scogli Sestrizze Pletaschi, di fronte al porto di Trappano.

Appartenenti al comune di Iagnina (nel mare Piccolo):
- Nudo[27] o Goliak[17] (Goljak), isolotto 960 m[1] a nord-est di punta Rat (punta della Madonna), nel mare Piccolo, di fronte al villaggio di Sereser[28] (Sreser); ha una superficie di 0,033 km²[29], lo sviluppo costiero è di 0,69 km[29], l'altezza di 7,6 m s.l.m.[1] 42°57′16″N 17°27′24″E.
- isola di Mezzo[30] o Zredgnak[17] (Srednjak), piccolo isolotto arrotondato fra Goliak e il porto di Sereser, 540 m[1] circa da quest'ultimo; ha una superficie di 0,033 km²[29], lo sviluppo costiero è di 0,69 km[29], l'altezza di 7,6 m[1] 42°57′03″N 17°27′00″E.
- scoglio della Madonna (Gospin Školj), di fronte Sereser.

Appartenenti al comune di Stagno :
- All'interno della baia di Bratcovizza (mare Piccolo):
  - scogli di Briesta.

- Nel canale di Stagno Piccolo:
  - scoglio Piccolo (Mali Školj)  e scoglio Grande (Veliki Školj), sono situati vicino alla costa della sottile penisola di Clesto[31] (Klek) che appartiene alla Bosnia ed Erzegovina, ma la loro appartenenza territoriale non è stata ancora ratificata e restano territorio conteso.
  - Bagnisola (Banja).
  - isola della Vita o Vita (Otok Života, Govan o Govanj).
  - scoglio Ottocaz[32] (Školjić), piccolo scoglio nello stretto passo di Stagno Piccolo[5] che porta a valle Cutta, a sud della piccola penisola d'Ostro[33] (Ostrog) e a nord del villaggio di Stagno Piccolo[34] (Mali Ston), ha un fanale su torre cilindrica verde[3]. Lo scoglio ha una superficie di 1785 m²[26] 42°51′12″N 17°42′12″E.

- Nella valle Cutta: 

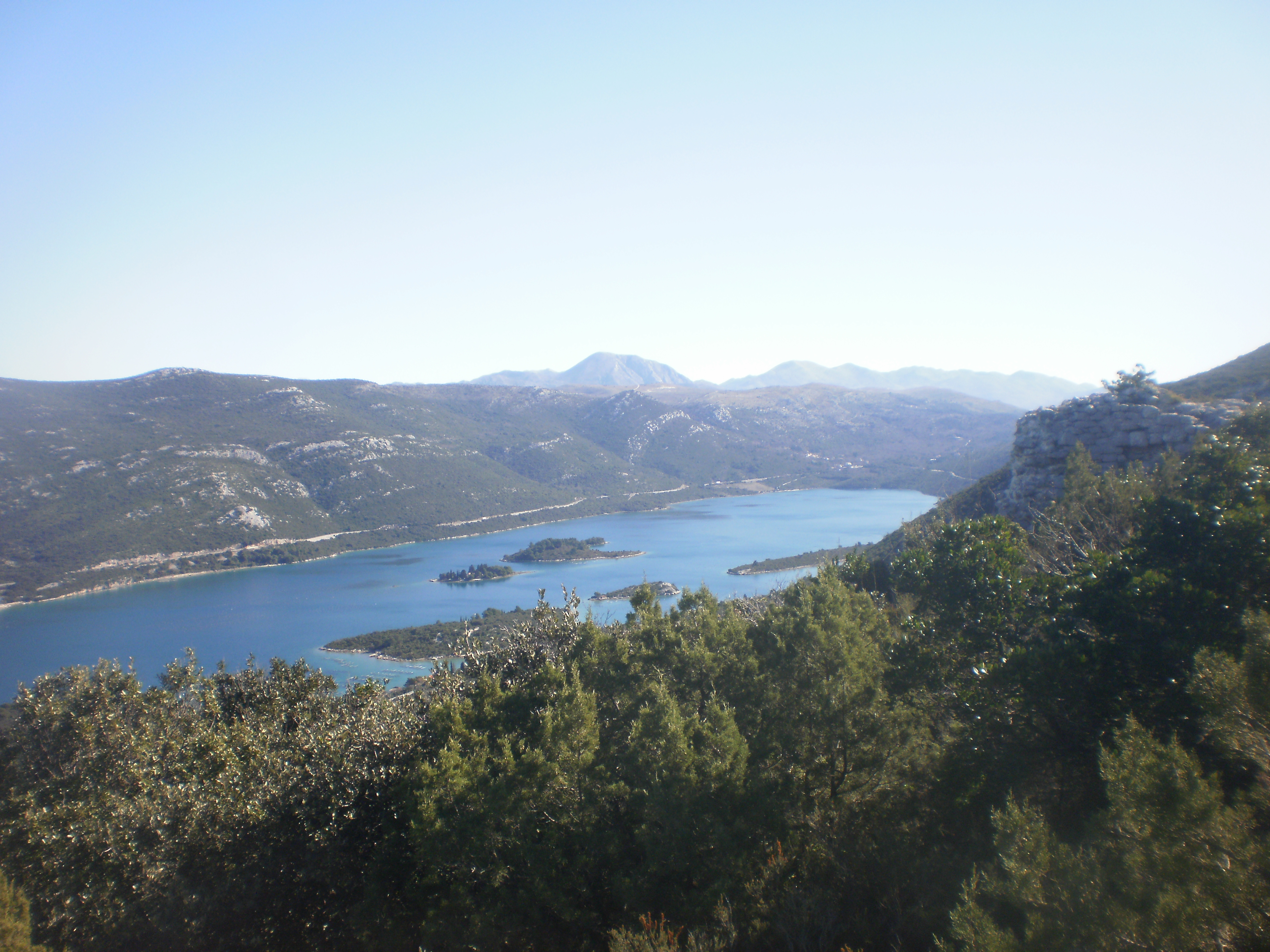
Valle Cutta con gli isolotti Chiesetta, Scogli Grandi e Škrpun

  - scoglio Grande (Veli o Veliki Školj).
  - Chiesetta[35] (Crkvica), scoglio con un'area di 6194 m²[26] e la costa lunga 355 m[26]; è situato 140 m[1] a nord-ovest di Scoglio Grande 42°50′37″N 17°43′13″E.
  - scoglio Stupica (hrid Stupica), piccolo scoglio con un'area di 419 m²[26], situato 50 m[1] a nord-ovest di Chiesetta 42°50′40″N 17°43′10″E.
  - Scarpon[32] (Škrpun), scoglio di forma triangolare con un'area di 5923 m²[26], la costa lunga 321 m[26] e l'altezza di 10 m[1]; si trova 380 m[1] a ovest di Scoglio Grande e chiude a nord la piccola valle Miševac 42°50′30″N 17°43′02″E.
  - Bisacce[36] o Bisaghe[35] (Bisaci), scoglio dalla forma allungata con un'area di 4614 m²[26] e la costa lunga 336 m[26]; si trova 50 m[1] a est di Scoglio Grande 42°50′31″N 17°43′31″E.

- Nella baia Giuliana: 
  - Alessandria (Lirica) a punta Provizda[5] (rt Prezdra).
  - Cosmaz[37] (Kosmač), scoglio con un'area di 4995 m²[26] e la costa lunga 319 m[26], situato nella piccola valle Vucine[38] (uvala Vučine), detta anche porto Galera[15], che si trova nella parte orientale della baia Giuliana a sud del villaggio omonimo 42°53′10″N 17°26′40″E.
  - Mirischie[39] (Mirište), piccolo scoglio a sud-ovest del villaggio di Giuliana[40] (Žuljana) e 150 m[1] a nord di Cosmaz; ha un'area di 1934 m²[26] e l'altezza di 5,4 m[1] 42°53′17″N 17°26′40″E.

Appartenenti al comune di Sabbioncello:
- Dincase[5] o Dingach[15] (Dingački Školj).

## Storia
La penisola di Sabbioncello fu annessa alla Repubblica di Ragusa nel 1333. Rimase per circa cinque secoli sotto la sovranità della repubblica marinara per poi passare sotto occupazione francese, dopo la soppressione della repubblica ragusea avvenuta nel 1808 con decreto dal generale Marmont.

## Società

### Comunità italiana
Ebbe una significativa componente italofona fino all'ottocento. In seguito la penisola venne annessa al Regno di Jugoslavia alla fine della prima guerra mondiale, ciò provocò una forte diminuzione numerica della minoranza di madrelingua italiana. La diminuzione continuò fino a dopo la seconda guerra mondiale. Oggi, secondo il censimento del 2011, nei borghi dalmati della penisola sono rimasti pochissimi italiani.

## Geografia politica

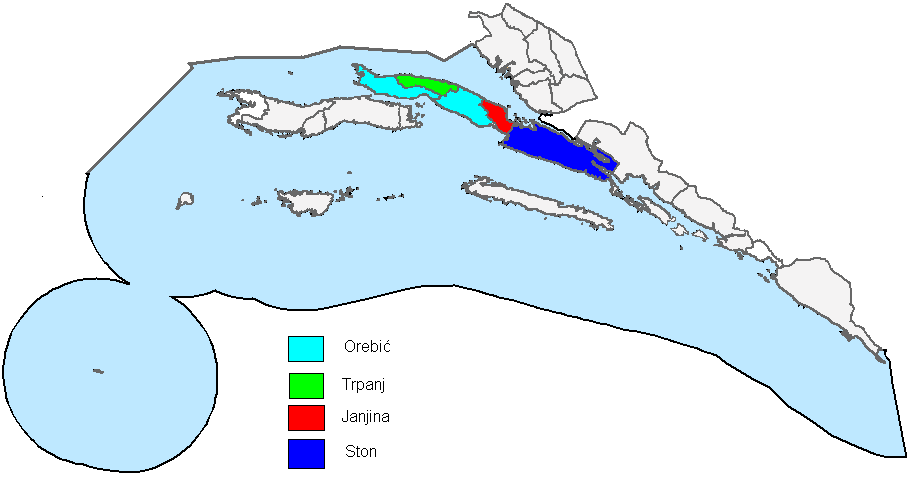
Comuni di Sabbioncello

La penisola di Sabbioncello è amministrativamente suddivisa in quattro comuni (općina) che a loro volta includono un totale di 42 frazioni.
- Sabbioncello (Orebić), nella parte occidentale, con 4.165 abitanti (2001)[6], che ha dato il nome alla penisola, (14 frazioni);
- Iagnina (Janjina), al centro, con 593 abitanti[6] (6);
- Stagno (Ston), ad est, con 2.605 abitanti[6] (18);
- Trappano (Trpanj), a nord-ovest, con 871 abitanti[6] (4).

## Economia
L'economia di Sabbioncello, oltre che sul turismo, si basa sull'allevamento di ostriche e cozze, in particolare nella valle Bistrina o Bristine  (uvala Bistrina), che si trova di fronte Codiglie (Hodilje) nel passo di Stagno Piccolo, nella valle Stignivaz (uvala Stinjevac) e a Stagno dove ci sono anche le saline.
Un'eccellenza è la zona vinicola, con i vini rossi Dingač e Postup ricavati da uve Plavac Mali..

### Cartografia
- (HR) Mappa topografica della Croazia 1:25000, su preglednik.arkod.hr. URL consultato il 9 febbraio 2017.
- G. Giani, Carta prospettiva delle Comuni censuarie della Dalmazia, fogli 9 e 12, 1839. Fondo Miscellanea cartografica catastale, Archivio di Stato di Trieste.